# El Carrizo, Mocorito
El Carrizo är en ort i Mexiko.   Den ligger i kommunen Mocorito och delstaten Sinaloa, i den västra delen av landet, 1 100 km nordväst om huvudstaden Mexico City. El Carrizo ligger 71 meter över havet och antalet invånare är 153.
Terrängen runt El Carrizo är platt åt nordväst, men åt sydost är den kuperad. Runt El Carrizo är det ganska tätbefolkat, med 155 invånare per kvadratkilometer. Närmaste större samhälle är Juan Escutia, 19,6 km söder om El Carrizo. I omgivningarna runt El Carrizo växer huvudsakligen savannskog.